# Baukunst-nrw
baukunst-nrw ist ein Internetführer zu Architektur und Ingenieurbaukunst in Nordrhein-Westfalen. Träger sind die Architektenkammer Nordrhein-Westfalen und die Ingenieurkammer-Bau Nordrhein-Westfalen. Das Projekt wurde im Rahmen der Landesinitiative StadtBauKultur NRW entwickelt und ist seit Oktober 2007 auf Deutsch und Englisch online abrufbar. Seit Juni 2013 kann die Datenbank auch als App unter dem Namen baukunst für Apple iOS und Android installiert werden.
Die Datenbank umfasst mehr als 2300 Objekte zu Architektur, Innenarchitektur, Landschaftsarchitektur, Stadtplanung und Ingenieurbaukunst in Nordrhein-Westfalen aus allen Epochen. Die einzelnen Objekte sind redaktionell bearbeitet und mit detaillierten Informationen sowie Fotos und Beschreibungen versehen. Über eine Merkliste und den integrierten Routenplaner können eigene Routen erstellt werden.
Es besteht die Möglichkeit, ein Objekt direkt über ein Formular auf der Website vorzuschlagen. Über die Aufnahme entscheidet der Fachbeirat von baukunst-nrw.
Die Architektenkammer NRW und Ingenieurkammer-Bau NRW erhielten für das Projekt baukunst-nrw den Internetpreis des Deutschen Preises für Denkmalschutz 2012, der vom Deutschen Nationalkomitee für Denkmalschutz verliehen wird.